# Alte Kirche Bad Suderode

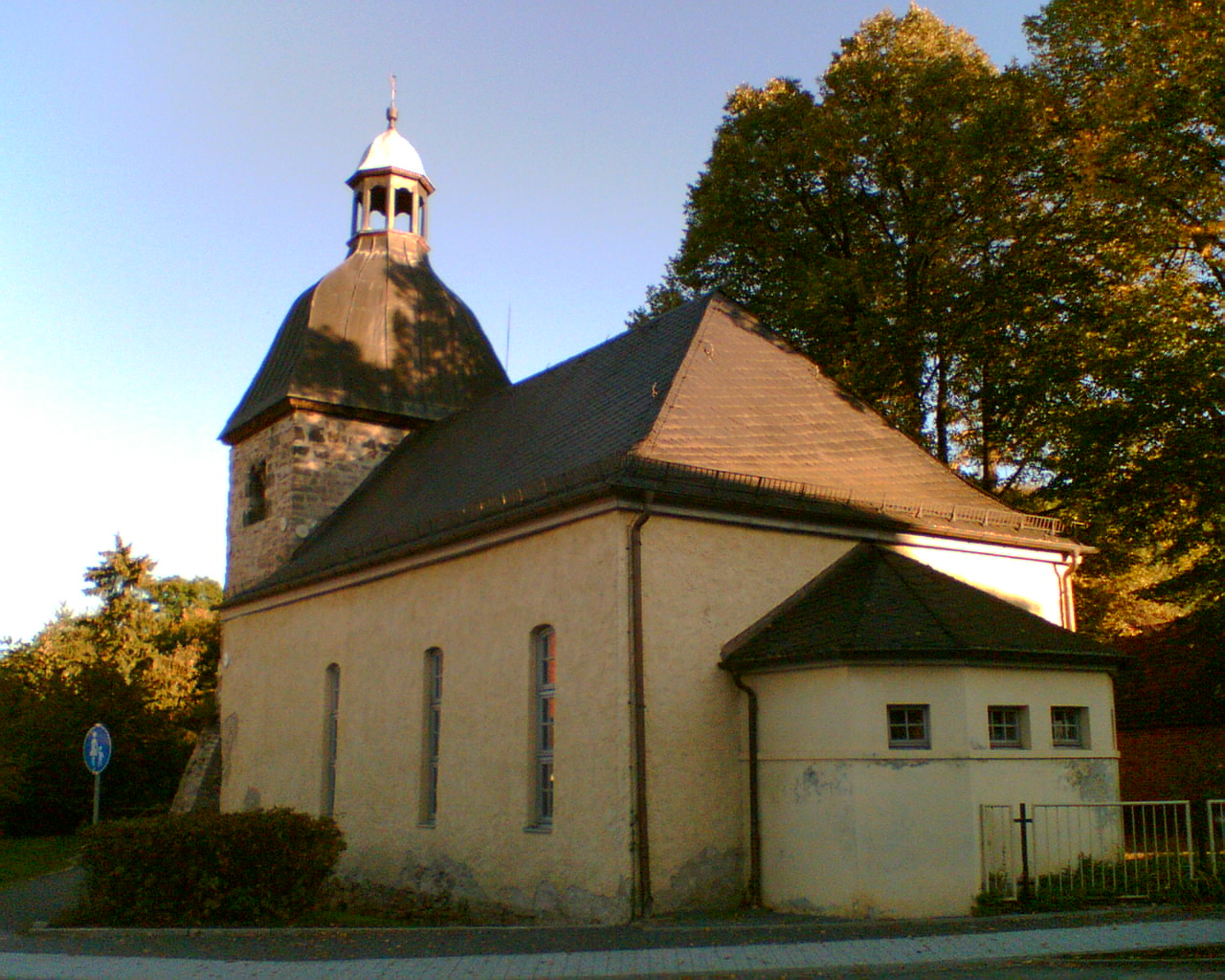
Blick von Westen

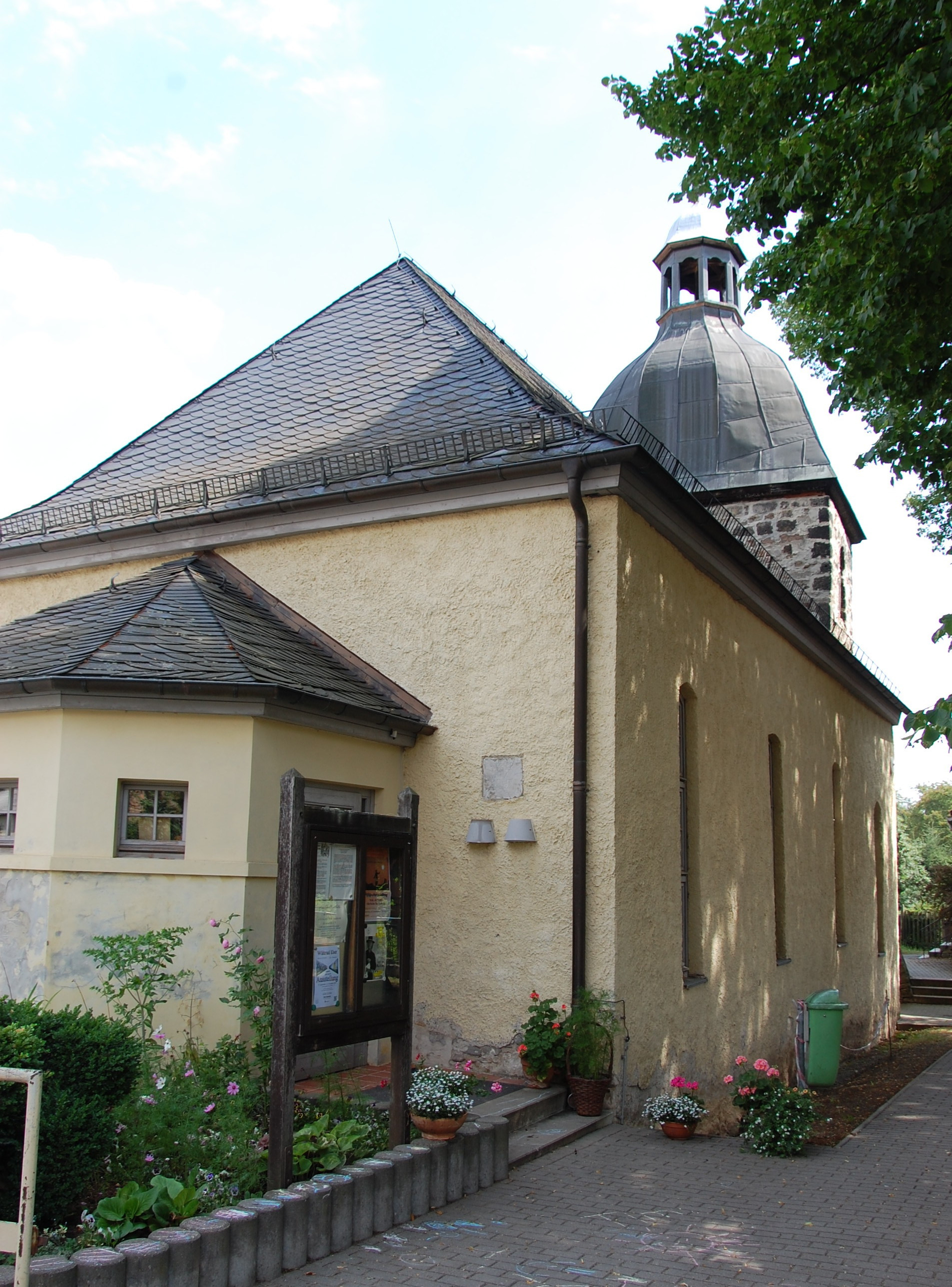
Südseite

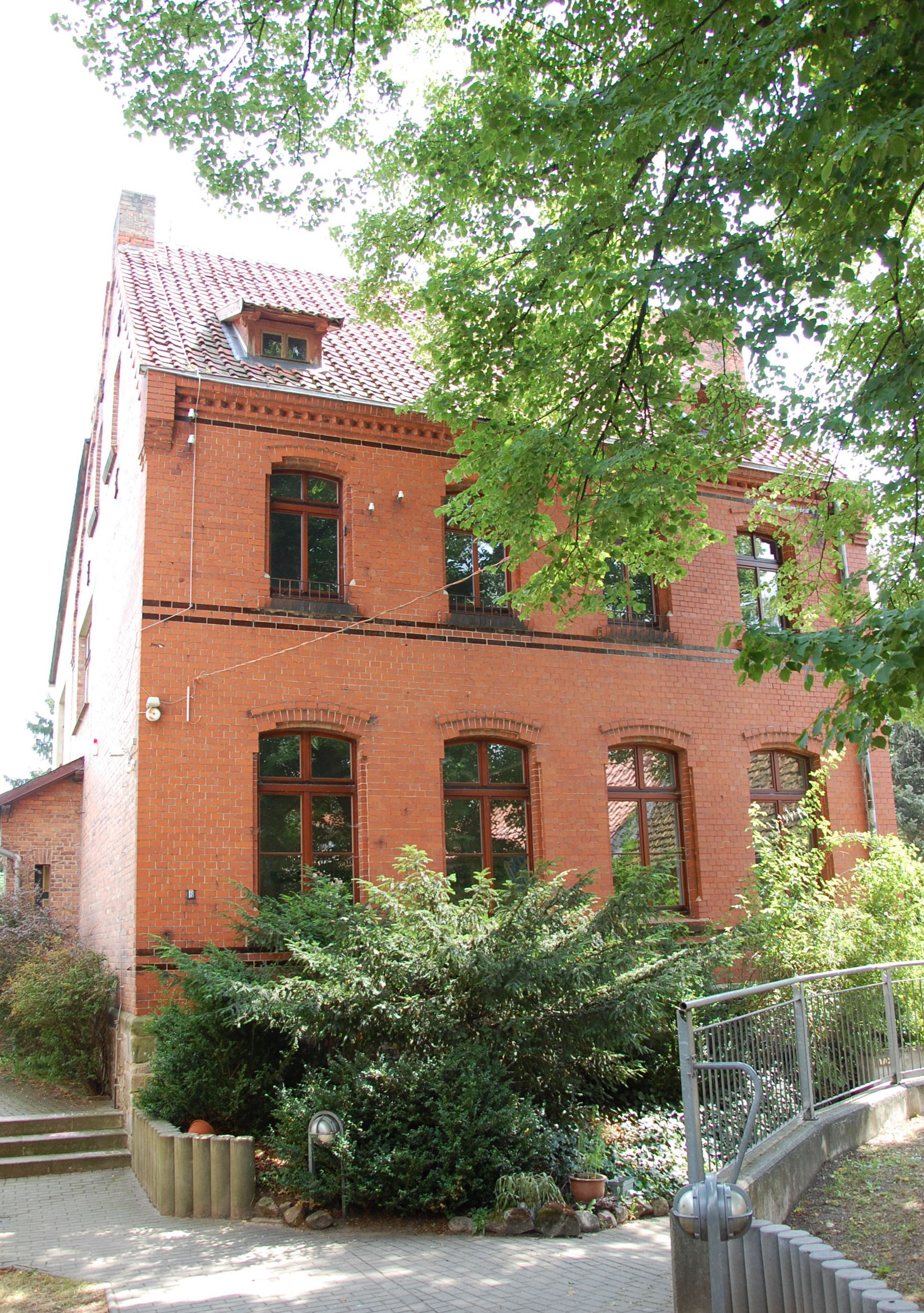
Gebäude südöstlich der Kirche

Die Alte Kirche Bad Suderode ist ein denkmalgeschütztes ehemaliges Kirchengebäude in Quedlinburg, Sachsen-Anhalt. Das Gebäude ist im Ortsteil Bad Suderode gelegen und wird heute als Veranstaltungszentrum genutzt.

## Lage
Es befindet sich im nördlichen Teil des Ortskerns Bad Suderodes an der Adresse Schulstraße 18 und ist im örtlichen Denkmalverzeichnis eingetragen.

## Architektur und Geschichte
Die Kirche wurde in der ersten Hälfte des 12. Jahrhunderts in der Spätromanik errichtet. Sie ist einschiffig, der rechteckige Kirchturm befindet sich auf der Ostseite über dem Chor. Die Klangarkaden des Turms verfügen über eingestellte Säulen. Östlich hieran schließt sich eine halbrunde Apsis an. Das heutige rechteckige Kirchenschiff dürfte erst 1590 entstanden sein. In der Zeit des Dreißigjährigen Kriegs wurde die Kirche im Jahr 1636 beschädigt und dann zwischen 1659 und 1663 erneuert. Hierbei erhielt der Kirchturm eine barocke Haube, die von einer achteckigen Laterne bekrönt wird. Im Jahr 1749 wurde das Kirchenschiff erneuert und erweitert. Reste der ursprünglichen Westwand wurden bei Grabungen im Jahr 1993 gefunden.
Die Kirche galt dann jedoch im 19. Jahrhundert als zu klein und baufällig. In der Ortsmitte entstand daher die Neue Kirche Bad Suderode die 1878 eingeweiht wurde. 1912 erfolgte ein Umbau der Alten Kirche zur Turnhalle. In den 1990er Jahren wurde die Kirche erneut umgebaut und dient seitdem als Veranstaltungszentrum der Gemeinde. Am 26. November 1994 gründete sich der Freundeskreis Alte Kirche Bad Suderode e.V. Der Verein organisiert in der Kirche kulturelle Veranstaltungen. Am 5. Februar 1995 fand das erste Mal seit 120 Jahren auch wieder ein Gottesdienst in der Kirche statt.
Im Inneren der Kirche befinden sich Reste spätmittelalterliche Wandmalereien. Im Chor und am Triumphbogen sind aus dem zweiten Viertel des 13. Jahrhunderts, nach anderer Angabe aus der zweiten Hälfte des 13. Jahrhunderts stammende Darstellungen des König Davids und der klugen und törichten Jungfrauen vorhanden. Die Jungfrauen sind an der Laibung des Triumphbogens, König David an der gegenüberliegenden Wand zu erkennen. Die Malereien wurden in den Jahren von 1992 bis 1994 restauriert.